# Judit Hidasi
Judit Hidasi (n. 11 iulie 1948, Budapesta, Republica Ungară⁠(d)) este o lingvistă maghiară, un niponolog și profesor universitar la Budapest Business School (BGE) și Universitatea Sapientia.

## Biografie
Absolventă a Facultății de Filologie a Universității „Eötvös Loránd” din Budapesta, secția engleză-rusă, lingvistică generală și studiile de niponologie, a fost, începând din anul 1999, profesor universitar la Budapest Business School (BGE).
Este doctor în științe lingvistice.

## Premii și distincții
- Ordinul Soarelui Răsare (2005)

## Opere
- „The Role of Stereotypes in a New Europe”. Intercultural Communication Studies (în engleză). 1999–2000: 117–122.
- H. J. & Yulia V. Lukinykh (2009). A comparison of Russian and Hungarian Business Cultures (PDF). Budapesti Gazdasági Főiskola – Magyar tudomány ünnepe. pp. 1–8. Arhivat din original (PDF) la 25 februarie 2014. Accesat în 25 noiembrie 2017.
- Intercultural Communication: An outline, Sangensha, Tokyo, 2005.